# Brendon Leonard
Brendon Leonard (* 16. April 1985 in Morrinsville) ist ein neuseeländischer Rugby-Union-Spieler. Er spielt auf der Position des Gedrängehalb und machte sein Debüt im Provinzrugby für Waikato in der National Provincial Championship Saison 2005. Er war in der erweiterten Trainingsgruppe der Chiefs für die Super 14 Saison 2006.
Nachdem er für Waikato in ihrer Titelsaison im Air New Zealand Cup 2006 gespielt hatte, wurde Leonard 2007 für die Chiefs nominiert. Leonard hatte eine erfolgreiche Super 14 Spielzeit, in der er anstelle von Byron Kelleher spielte, der die ersten sieben Runden des Wettbewerbs aussetzte, da er am Konditionierungsprogramm der All Blacks teilnahm. Nach der Saison 2007 wurde Leonard in den Kader der All Blacks für die Juni-Länderspiele und für die Tri Nations 2007 berufen.
Er war einer von nur zwei Spielern, die in dem Kader berufen wurden, die noch kein Länderspiel absolviert hatten. Der Trainer der All Blacks, Graham Henry, sagte zur Berufung: „Brendon Leonard war diese Saison der beste angreifende Gedränge-Halb in der Super 14 und hat seinen Eintritt zu den All Blacks mit seiner Form erzwungen.“
Leonard machte sein Länderspieldebüt am 2. Juni 2007 im Eden Park gegen Frankreich. Er kam als Einwechslung für Piri Weepu in der 64. Minute des 42:11-Sieges der All Blacks.